# Fraser-folyó
A Fraser (ejtsd: freizör) a kanadai Brit Columbia tartomány leghosszabb folyója.
A Fraser a Mount Robson mellett ered, és 1375 km után Vancouver mellett a Georgia-szorosba ömlik.
Ez a tizedik leghosszabb kanadai folyó. Vízhozama a torkolatnál átlagosan 3550 m³/s, évente 20 millió tonna üledéket hord az óceánba. Nevét Simon Fraser amerikai felfedezőről kapta, aki 1808-ban a North West Company megbízásából expedíciót vezetett ezen a vidéken.
A folyó partjain – főleg az alsó szakaszon – aktív emberi tevékenység folyik: gazdag termőföldek, fafeldolgozó üzemek, mellékfolyóin vízerőművek találhatók. A folyó környezetében 1858-ban telepedtek meg tömegével az emberek, amikor a környéken kitört az aranyláz.
A folyónak több mint 40 mellékfolyója van, melyek a környező hegyekből szállítják a vizet, többnyire olvadt hólét. A folyó rendszeresen kiárad, főleg akkor, amikor a hóolvadás és a nagy esőzések egybeesnek.
A folyónak több szigete van, köztük a Sea Island, ahol a vancouveri repülőtér található. Más szigeteken jelentős ipari és mezőgazdasági tevékenység folyik.
A folyón jelentős fehértokhal-populáció él. A fehér tokhalak 15 – 50 kg tömegű halak. A folyó deltavidéke fontos pihenőhelye a költöző madaraknak.